# Жетыген
Жетыге́н (каз. Жетіген, [ʐʲetʰɘɡʲen]) — казахский древний многострунный (обычно семиструнный) щипковый инструмент, напоминающий по форме гусли или лежачую арфу. Наиболее древний тип жетигена представлял собой продолговатый ящик, выдолбленный из куска древесины. На таком жетыгене не было верхней деки, но имелись колки из асыков. Струны (из конского волоса) натягивались рукой с наружной стороны инструмента. Позднее верхняя часть жетыгена была накрыта деревянной декой. Под каждую струну подставляли с двух сторон асыки, выполнявшие роль колков. Передвигая их, можно было подстраивать струну. Если асыки сближали, строй повышался, раздвигали — понижался.
Широко применялся до XIX века. Упоминается в этнографических трудах И. Лепехина, П. Палласа, И. Георги и П. Рычкова. В 1966 году мастер О.Бейсенбекулы по описанию жетыгена в журнале «Сибирский вестник» (1817) изготовил оригинал жетыгена. Нотную систему установил учёный-исследователь Б. Сарыбаев.
В настоящее время жетыген используется как солирующий и аккомпанирующий инструмент в народных оркестрах и ансамблях («Сазген», «Мурагер», «Адырна», «Отырар сазы» и др.).

## Легенда о жетыгене
В глубокой древности в одном ауле жил старик. Было у него семь сыновей. Однажды холодной зимой из-за джу́та (массовый падёж скота, вызванный обледенением пастбищ или обильным снегопадом, затрудняющим выпас скота) люди остались без еды, и в доме старика поселилось горе. Смерть одного за другим унесла всех сыновей. После смерти старшего сына Кании убитый горем старик выдолбил кусок иссохшего дерева, натянул на него струну и поставив под неё подставку, исполнил кюй «Қарағым» («Родной мой»), после смерти второго сына Тореалыма старый отец натягивает вторую струну и импровизирует кюй «Қанат сынар» («Разбитое крыло»), третьему сыну Жайкелды он слагает кюй «Құмарым» («Любимый мой»); четвёртому, Бекену, посвящается кюй «От сөнер» («Погасшее пламя»), пятому сыну Хауасу сочиняет «Бақыт қошты» («Утерянное счастье»), шестому сыну Жулзару — «Күн тұтылды» («Затмившееся солнце»). После утраты последнего младшего сына Кияса старик натягивает седьмую струну и исполняет кюй «Жеті баламнан айрылып құса болдым» («Горе от утраты семи сыновей»). Извлекая из инструмента звуки полные скорби, исполнитель в различных по характеру мелодиях показывает образы своих детей. Эти импровизированные мелодии получили дальнейшее развитие и дошли до нас в форме инструментальных пьес-кюев под общим названием «Жетігеннің жетеуі» («Семь кюев жетыгена»). Это один из древних казахских музыкальных инструментов почти в неизменном виде дошедший до наших дней.

## Происхождение названия
По распространенной версии это слово происходит от «жеті» — семь, и означает «семь струн». В Республике Казахстан имеются село Жетыген (в Илийском районе Алматинской области) и урочище Жетыген. Такой же музыкальный инструмент распространен и в Хакасии, но на хакасском языке он называется «чадыған». Но более вероятно монгольское происхождение — ят(у)га(н).

## Современное использование

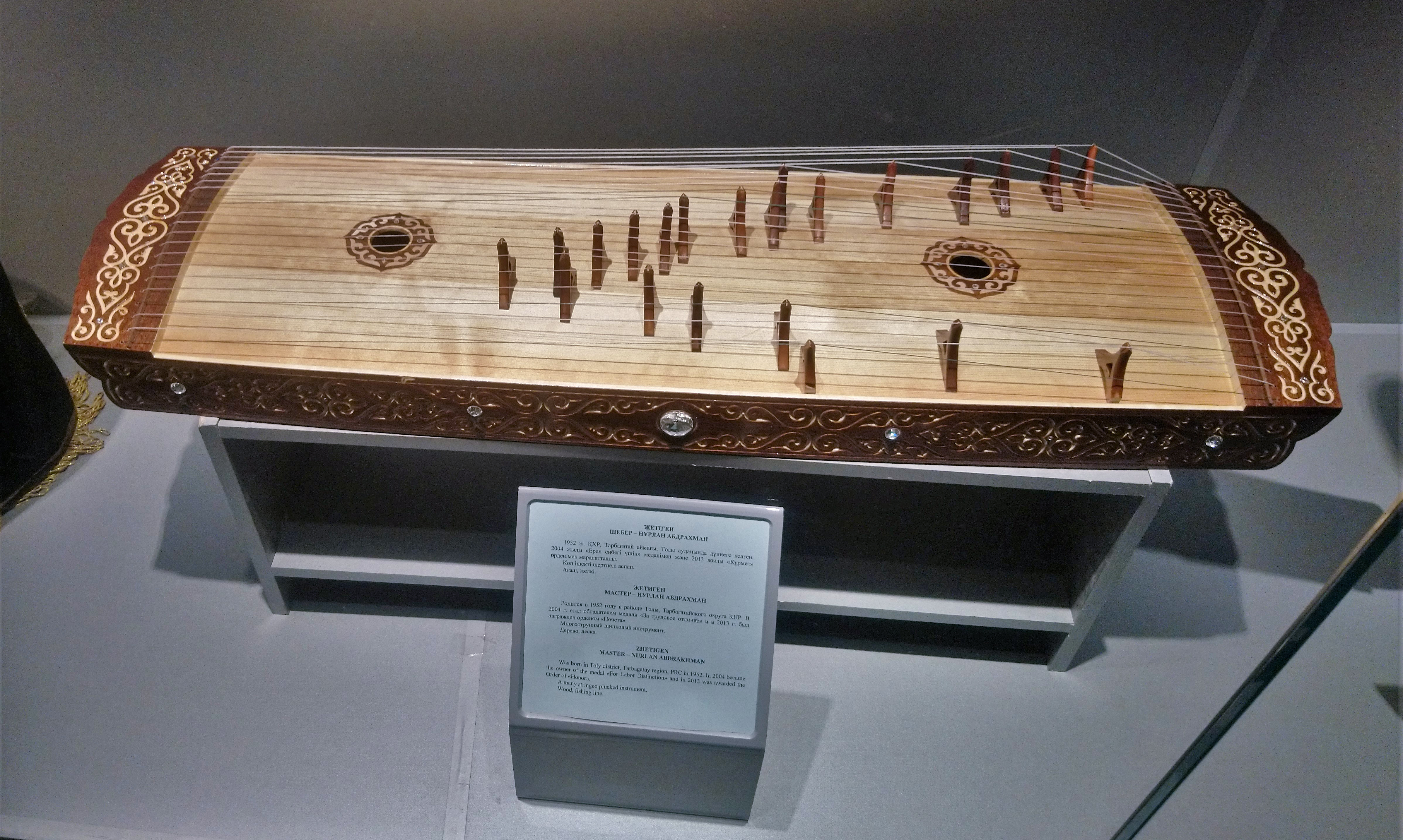
Современный жетиген

Жетиген может иметь разное количество струн: от 7, 14, 21 и до 23, его вес может составлять 1 килограмм, длина жетигена может превышать и 1,5 метра. В настоящее время в фольклорных ансамблях используется реконструированный жетиген, в котором для расширения диапазона увеличили число струн до 23. Настройка струн производится колками и передвижением подставок. Жетиген отличается мягким, певучим звучанием. Используется в оркестре народных инструментов.